# 栗林町
栗林町（りつりんちょう）は、香川県高松市中心部の町丁。郵便番号は760-0073。全域が住居表示に関する法律に基づく住居表示実施地区で、一丁目〜三丁目が存在する。一丁目には国指定特別名勝の日本庭園で、観光地として名高い栗林公園がある。

## 地理
高松市役所より1.6km、高松市中心部の南に位置し、西は栗林公園、北は栗林公園及びJR高徳線の鉄道敷、東はことでん琴平線の鉄道敷、県道280号高松香川線及び市道、南は市道花ノ宮木太線、市道観興寺1号線及び栗林公園によって区切られている。
一丁目は稲荷山・紫雲山に面した栗林公園が多くを占め、中央通り沿いには事務所や民家のほか病院やマンションが混在しているほか、田町商店街から延びる旧街道の市道丸亀町栗林線及び県道280号高松香川線沿線には下町型の商店街が形成されている。二丁目には市立栗林小学校、三丁目には栗林病院があり、二丁目及び三丁目ともに下町型の住宅街であり、アパートや民家が密集し高層マンションも立地している。
2010年国勢調査による人口は3312人（男1552人/女1760人）、世帯数は1609世帯、面積は47万5168.11m2、人口密度は6970.2人/km2。公立小学校・中学校の校区は全域が栗林小学校・桜町中学校に属している。
町内における都市計画法に基づく用途地域は、中央通り、県道160号高松港栗林公園線、市道丸亀町栗林線に囲まれた地域並びにそれら道路の沿線が容積率400%の商業地域、三丁目7番〜10番の街区が容積率200%、建ぺい率60%の第一種住居地域、それ以外が容積率300%、建ぺい率80%の近隣商業地域である。また、栗林公園の部分は、一般・環境保全型（山地部）の用途白地地域（特定用途制限地域）で容積率は80%、建ぺい率は50%である。

## 歴史
町域の大部分は元々香川郡栗林村大字上村の一部であったが、1921年（大正10年）11月1日に栗林村が高松市へ合併した際、大字上村の区域は5つに分割され、その1町として栗林町が新設された。
1958年（昭和33年）に桜町の一部を編入し、1964年（昭和39年）には住居表示制度の実施に伴って桜町、室町、花ノ宮町、中野町、藤塚町の各一部を編入し、町内全域に一丁目〜三丁目が設置された。

### 町名の変遷
| 再実施後     | 再実施年月日       | 実施後         | 実施年月日         | 実施前     |
| ------------ | ------------------ | -------------- | ------------------ | ---------- |
| 栗林町一丁目 | 1964年（昭和39年） | 栗林町の大部分 | -                  | -          |
| 栗林町一丁目 | 1964年（昭和39年） | 室町の一部     | -                  | -          |
| 栗林町一丁目 | 1964年（昭和39年） | 花ノ宮町の一部 | -                  | -          |
| 栗林町一丁目 | 1964年（昭和39年） | 中野町の一部   | -                  | -          |
| 栗林町一丁目 | 1964年（昭和39年） | 藤塚町の一部   | -                  | -          |
| 栗林町二丁目 | 1964年（昭和39年） | 栗林町の大部分 | -                  | -          |
| 栗林町二丁目 | 1964年（昭和39年） | 栗林町の一部   | 1958年（昭和33年） | 桜町の一部 |
| 栗林町二丁目 | 1964年（昭和39年） | 桜町の一部     | -                  | -          |
| 栗林町二丁目 | 1964年（昭和39年） | 藤塚町の一部   | -                  | -          |
| 栗林町三丁目 | 1964年（昭和39年） | 栗林町の大部分 | -                  | -          |
| 栗林町三丁目 | 1964年（昭和39年） | 桜町の一部     | -                  | -          |
| 栗林町三丁目 | 1964年（昭和39年） | 花ノ宮町の一部 | -                  | -          |

## 主要施設
掲載順は住居表示による街区符号・住居番号順
| - ビジネスホテル パークサイド高松 - 高松平和病院 - 恵生産婦人科 - ビジネスホテルあづま - 高松信用金庫栗林支店 - 諏訪神社 - ヤマウチ エネオス栗林公園前SS - 佐藤医院 - トイバナクリニック - 鹿島道路四国支店 - ビジネスホテル イーストパーク栗林 - マクドナルド栗林店 - 漆器山富 - 栗林公園 - 商工奨励館 - 讃岐民芸館 | - 金山神社 - 高松市立栗林小学校 - なかつか歯科 - 妙泉寺 - 高松市消防団南分団屯所 - 高松栗林郵便局 - パチンコホールたまや - 神木神社 - 栗林幼稚園 - 高松琴平電気鉄道本社 | - 高松市栗林コミュニティセンター - 印藤内科医院 - 地域医療機能推進機構りつりん病院 - ことでん琴平線栗林公園駅 |